# جرماین اندرسون
جرماین برینگتون آندرسون (انگلیسی: Jermaine Barrington Anderson) زاده ۱۶ مه ۱۹۹۶ یک فوتبالیست حرفه‌ای انگلیسی است که در پست یک هافبک در لیگ فوتبال برای باشگاه فوتبال پیتربورو یونایتد بازی کرد.

## زندگی حرفه‌ای
آندرسون در کمدن تاون، لندن به دنیا آمد. او در سن ۱۶ سالگی توسط باشگاه فوتبال آرسنال پذیرفته شد، قبل از اینکه در سال ۲۰۱۲ به تیم جوانان پیتربورو یونایتد بپیوندد.